# Juan Carlos Ramis
Juan Carlos Ramis Jiménez (Chantada, Lugo, 1962) es un dibujante de historietas.

## Biografía
Ramis empezó como historietista en la revista Humor a Tope, de la editorial Norma Editorial, para la que creó la serie Dirty Pig en el año 1985. 
En el año 1987, fichó por la editorial, Ediciones B, la cual había adquirido el fondo editorial de la Editorial Bruguera, así que se incorporó su trabajo a las revistas adquiridas por el nuevo sello. Fue uno de los artistas más prolíficos de la casa en los años 80 y 90.
Las primeras historietas que creó para la editorial fueron Alfalfo Romeo, en la revista Mortadelo, Estrellito Castro en la revista Superlópez (segunda época), además de páginas temáticas dibujadas con estilo de aleluyas como "Lo que nadie se atrevió a contar sobre..." para Mortadelo y " Marchando una de..." para Superlópez. Y páginas en la que dibujaba un personaje estereotipado con múltiples ítems señalados con flechas con descripiciones absurdas, como "Personajes... de película" para la Revista Pulgarcito 9ª etapa.
En 1988 amplió sus creaciones con Sporty para la revista Super Mortadelo y Doctor Burillo para Superlópez, Heredó la sección El rollo del día de TBO, creada por Vázquez , además creó nuevas páginas estilo aleluyas para la revista Guai! que adquirió Ediciones B a partir de Grijalbo, con el título de "La cosa va de..."                                                                          
Para la revista Zipi y Zape creó junto a Joaquín Cera a Los Xunguis, unos extraterrestres díscolos y gamberros que además de en forma de historieta han aparecido en libro-juegos de pasatiempos. Tras el declive de las revistas de historietas, Ramis continuaría como guionista y colorista de Cera, publicando Los Xunguis, además de participar en un intento de resucitar a los personajes más populares de Escobar, Zipi y Zape.
Con motivo de la Eurocopa 2008 publicó "El futbol es así" con la editorial Medialive, una guía para aficionados al fútbol tratando los tópicos clásicos de éste (la historia del futbol, los grandes equipos, los árbitros, los hinchas, la Selección Española, etc.) con su estilo de humor absurdo.

## Trayectoria editorial
| Serie                                     | Publicación                                                           | Números de la/s revista/s | Descripción |
| ----------------------------------------- | --------------------------------------------------------------------- | ------------------------- | --- |
| La cosa va de...                          | Revista Guai!                                                         | 84 a 171                  | Páginas Temáticas |
| Personajes...de película                  | Revista Pulgarcito 9ª Etapa                                           |                           | Descripción cómica de personajes con ítems variopintos y disparatados. |
| Personajes... en su salsa                 | Revista Super López segunda época                                     |                           | Descripción cómica de personajes con ítems variopintos y disparatados. |
| Marchando una de...                       | Revista Super López segunda época                                     |                           | Páginas Temáticas |
| Island of Tokame Rock                     | Revista Super López segunda época Revista Yo y Yo segunda época       |                           | Personajes distribuidos en una isla que hacen respectivos gags. |
| Mi rollo en la disco                      | Revista Super López Segunda época.                                    | 47 a 55                   | Historieta que nos cuenta las andanzas de nuestro colegas Luciano Polainas "Elepé" y Rufino en la discoteca.                                                                                            |
| El Rollo del día                          | Revista TBO                                                           |                           | Páginas Temáticas |
| Lo que nadie se atrevió a contar sobre... | Revista Mortadelo / Revista Mortadelo Extra                           |                           | Páginas Temáticas |
| Doctor Burillo                            | Revista Super López segunda época / Revista Super Mortadelo           |                           | Tiras cómicas de 3 a 5 viñetas de un Doctor peculiar con pacientes igual de peculiares. |
| Alfalfo Romeo                             | Revista Mortadelo                                                     | 11 a 120                  | Parodia de la obra Romeo y Julieta de William Shakespeare. |
| Estrellito Castro                         | Revista Super López / Revista Mortadelo Extra                         |                           | Un astronauta llamado “Estrellito Castro” acompañado de su perro robot “3PZ” cumple diversas misiones en el espacio. Posteriormente la historieta se convirtió en un juego de los de”elige tu aventura” |
| El periódico de Mortadelo                 | Revista Super Mortadelo                                               |                           | Parodia de "el Periódico de Catalunya" en el que mezclaban dibujos propios con collage de fotos y noticias inventadas, colaboraba en dibujante Joaquín Cera.                                            |
| A la guai                                 | Revista Mortadelo Extra                                               |                           | Misma estructura que "El periódico de Mortadelo" pero para otra revista de Ediciones B. |
| Sporty                                    | Revista Mortadelo / Revista Super Mortadelo / Revista Mortadelo Extra |                           | Sporty es un atleta que "domina" todos los deportes. |